# Diocèse d'Avellino
Pour les articles homonymes, voir Avellino (homonymie).
Le diocèse d'Avellino (en latin : Dioecesis Abellinensis ; en italien : Diocesi di Avellino) est un diocèse de l'Église catholique en Italie, suffragant de l'archidiocèse de Bénévent et appartenant à la région ecclésiastique de Campanie.

## Territoire
Il est situé dans une partie de la province d'Avellino, les autres parties de cette province étant dans les diocèses d'Ariano Irpino-Lacedonia, de Nole et les archidiocèses de Salerne-Campagna-Acerno et de Bénévent. Son territoire couvre une superficie de 441 km2 divisé en 64 paroisses regroupées en 6 archidiaconés. L'évêché est dans la ville d'Avellino où se trouve la cathédrale de l'Assomption.

## Histoire
La diffusion du christianisme sur le territoire du municipe d'Abellinum, qui correspond au district d'Atripalda, est favorisée par la présence de plusieurs voies romaines, véritable réseau de diffusion de l'Évangile. La découverte de plusieurs épigraphes chrétiennes, la présence de nécropoles et de catacombes chrétiennes témoignent qu'il existe en Abellinum une Ecclésia bien organisée datant de l'époque de Dioclétien, connue lors des persécutions. Les origines du diocèse sont incertaines, attestée historiquement pour la première fois à la fin du Ve siècle avec l'évêque Timothée, qui participe au concile de Rome organisé par le pape Symmaque en 499 ; il est probable que cet évêque est le même Timothée, mentionné sans indication du lieu d'appartenance, auquel le pape Gélase Ier (492-496) confie la tâche, avec d'autres évêques, de juger deux laïcs de Bénévent ayant violé le droit d'asile en arrêtant un clerc dans une église ; il est encore probable que Timothée soit identifié à l'évêque du même nom, mentionné sans indication du lieu d'appartenance, qui prend part au concile convoqué par le pape Gélase en 495. Une épitaphe monumental, datée du VIe siècle, porte le nom de Sabinus, qualifié. L'identification de ce Sabino avec l'évêque Sabinus Campanus, qui accompagne le pape Jean Ier à Constantinople en 525, est incertaine.
Après ces références historiques, on n'a plus de connaissance de l’Église d’Avellino en raison de la guerre entre Goths et Byzantins qui dévaste la région. Plus tard, le territoire conquis par les Lombards, est annexé au duché de Bénévent. Du VIIe au VIIIe siècle, une nouvelle ville est construite sur la colline, un lieu plus sûr et plus défendable. La ville lombarde est entourée de murs, presque un château, avec un développement urbain concentrique autour de la première église de Santa Maria. Au début du Moyen Âge, le district d'Avellino tombe sous la juridiction des évêques de Bénévent.
Le diocèse d'Avellino est reconstitué au Xe siècle. Il est mentionné pour la première fois dans la bulle que le pape Jean XIII  écrit au métropolite Bénévent Landolfo Ier en 969, en lui accordant le droit de consacrer ses évêques suffragants, y compris celui d'Avellino. Cependant, les noms des évêques ne sont pas connus avant le milieu du XIe siècle avec l'évêque Truppualdo, mentionné dans un acte de 1053 des archives de l'abbaye de Montevergine. Les autres évêques notables du XIe siècle sont : Goffredo, qui prend part au concile de Latran de 1059, mais dont l’attribution au siège d'Avellino est controversée ; et un évêque anonyme qui, en 1071, participe à la consécration de l'église abbatiale du Mont Cassin. En 1126, l'évêque Giovanni I accorde à l'abbaye de Montevergine de ne plus être soumis à la juridiction des évêques d'Avellino, ce qui est confirmé par le successeur, l'évêque Roberto, et sanctionné par la suite par les papes.
Au XIIe siècle, la cathédrale de style roman, inaugurée en 1167 par l'évêque Guglielmo, est construite avec le matériau des nombreux édifices romains construits sur le territoire d'Avellino. Dans le cadre de la construction du bâtiment, les reliques des saints Modestin, Florentin et Flavien sont retrouvées et ils sont proclamées patrons de la ville et du diocèse d'Avellino. Le 9 mai 1466, l'évêque de Frigento, Giovanni Battista di Ventura, est également nommé évêque d'Avellino, en vertu de la bulle Ex supernae maiestatis du pape Paul II. Cependant, au cours des premières décennies du XVIe siècle, deux évêques renoncent au siège d'Avellino pour conserver le seul emplacement de Frigento. L'union est consolidée sous l'évêque Silvio Messaglia et dure jusqu'au début du XIXe siècle. En 1567, l'évêque Ascanio Albertini construit le séminaire diocésain conformément aux décrets de réforme décidés par le concile de Trente ; détruit par un tremblement de terre en 1732, il est reconstruit par Giovanni Paolo Torti Rogadei en 1739. Selon le récit de la visite ad limina de 1795, le diocèse compte 4 églises collégiales, 23 paroisses sans revenu, 3 paroisses de la ville d'Avellino et 130 étudiants au séminaire.
À la suite du concordat entre le Saint-Siège et le royaume des Deux-Siciles, par la bulle De utiliori du 27 juin 1818, le pape Pie VII supprime définitivement le diocèse de Frigento (it), son territoire est intégré à celui d'Avellino. Au XIXe siècle, l'ancienne cathédrale romane est restaurée dans le style néoclassique. Il est inauguré par l'évêque Francesco Gallo (1855-1896), à qui nous devons également la publication d'un catéchisme pour l'instruction religieuse des fidèles ; le même évêque tente d'organiser un synode diocésain et de promouvoir l'action catholique dans le diocèse, mais avec des résultats médiocres. Mgr Serafino Angelini (1896-1908) est le véritable réformateur du diocèse. À trois reprises, il organise une visite pastorale du diocèse en préparation du synode de 1906 ; il fonda l'union sacerdotale du Sacré-Cœur pour le clergé diocésain et le comité catholique diocésain pour la réforme des laïcs ; en 1907, il agrandit le séminaire diocésain pour accueillir des séminaristes des diocèses voisins ; il réforme la méthode de l'enseignement catéchétique en encourageant la naissance dans chaque paroisse de la congrégation catéchétique et des écoles de religion. 
Après le concile Vatican II, le diocèse est l'objet de plusieurs modifications territoriales. En 1979, il acquiert deux paroisses de l'abbaye de Montevergine, lui cédant tout le territoire de la municipalité de Summonte ; en 1995 et 1998, il cède à plusieurs municipalités à l'archidiocèse de Sant'Angelo dei Lombardi-Conza-Nusco-Bisaccia et au diocèse d'Ariano Irpino-Lacedonia et récupère en même temps des paroisses de l'archidiocèse de Salerno-Campagna-Acerno et trois paroisses de l'archidiocèse de Bénévent ; enfin, en 2005, neuf paroisses dépendant de l'abbaye de Montevergine sont annexées au diocèse d'Avellino, qui est agrandi avec les municipalités de Mercogliano, Ospedaletto d'Alpinolo, Sant'Angelo a Scala et Summonte.

## Sources
- « Diocese of Avellino », sur www.catholic-hierarchy.org